# Cabo Frio
Cabo Frio é um município brasileiro no litoral do estado do Rio de Janeiro, Região Sudeste do país. Localiza-se na Região dos Lagos, estando situado a cerca de 150 km da capital do estado. Ocupa uma área de aproximadamente 410 km², sendo que 61 km² estão em área urbana, e sua população foi estimada em 238 166 habitantes em 2024, posicionando-se assim como o 14º mais populoso do estado fluminense.
É a cidade da Região dos Lagos com maior economia, e exerce determinada influência no cenário estadual. A cidade se consolidou como um influente polo turístico, e é uma importante parte da rota de turismo fluminense, sendo o principal destino da chamada Costa do Sol.

## História

### Antes da colonização
A ocupação humana das terras onde viria se estabelecer a cidade de Cabo Frio teve início há mais ou menos seis mil anos, quando um pequeno grupo nômade de famílias chegou em canoas pelo mar e acampou no Morro dos Índios, até então pequena ilha rochosa na atual barra da Lagoa de Araruama e ponto litorâneo extremo da margem de restinga do Canal do Itajuru.
Conforme as evidências arqueológicas encontradas nesse "sambaqui", que mais tarde seria abandonado pelo esgotamento de recursos para sobrevivência, o grupo nômade dispunha de tecnologia rudimentar e baseava-se numa economia de coleta, pesca e caça, onde os moluscos representavam quase todo o resultado do esforço para fins de alimentação e adorno. Há mais de 1 500 anos, os guerreiros indígenas tupinambás começaram a conquista do litoral da região.
Os restos arqueológicos das aldeias Tupinambás estudados na região de Cabo Frio (Três Vendas e Base Aeronaval, em São Pedro da Aldeia) e também nos acampamentos de pesca (Praia Grande no Arraial do Cabo) evidenciam uma adaptação ecológica mais eficaz que a dos bandos nômades pioneiros. O profundo conhecimento biológico da paisagem regional, em particular a Lagoa de Araruama e dos mares costeiros riquíssimos em recursos naturais, fez com que o pescado se tornasse a base alimentar dos tupinambás, reforçada pela captura de crustáceos, gastrópodes e moluscos.
A vegetação de restingas e de mangues da orla marítima oferecia excepcionais possibilidades de coleta de recursos silvestres, o que levou ainda a horticultura de várias espécies botânicas, destacando-se a forte presença da mandioca no cardápio e ao domínio das técnicas de cerâmica. A caça, atividade masculina exclusiva, era muito importante como complemento de proteínas na dieta alimentar dos grupos locais.
Os índios tupinambás batizaram a região de Cabo Frio como Gecay, único tempero da cozinha, feito com sal grosso cristalizado. Nos terrenos onde viria se estabelecer a Cidade de Cabo Frio, foram encontrados quatro possíveis sítios tupinambás. Os dois primeiros, o Morro dos Índios e a Duna Boavista, apresentavam indícios de serem acampamentos de pesca e coleta de moluscos, enquanto o terceiro, a Fonte do Itajuru, próxima do morro de mesmo nome, era a única forma segura de abastecimento de água potável e corrente disponível na restinga.
Na referida elevação junto à fonte, o atual Morro da Guia, acha-se o sítio mais importante da região e um dos mais relevantes do Brasil pré-histórico: o santuário da mitologia tupinambá, formado pelo complexo de pedras sagradas do Itajuru ("bocas de pedra" em tupi). Sobre estes blocos de granito preto e granulação finíssima, com sulcos e pequenas depressões circulares, os índios contavam histórias do seus heróis feiticeiros que ensinavam as artes de viver e amar a vida. Quando estes heróis civilizadores morriam, transformavam-se em estrelas, até que o sol decidisse enviá-los ao Itajuru, sob forma de pedras sagradas, para serem veneradas pela humanidade. Caso fossem quebradas ou roubadas, todos os índios desapareciam da face da terra.
Em 1503, a terceira expedição naval portuguesa para reconhecimento do litoral brasileiro sofreu um naufrágio em Fernando de Noronha e a frota remanescente se dispersou. Dois navios, sob o comando de Américo Vespúcio, seguiram viagem até a Bahia e depois até Cabo Frio. Junto ao porto da barra de Araruama, os expedicionários construíram e guarneceram com 24 "cristãos" uma fortaleza feitoria para explorar o pau-brasil, abundante na margem continental da lagoa.
Em 1512, há este estabelecimento comercial-militar pioneiro, que efetivou a posse portuguesa da "nova terra descoberta" e deu início a conquista no continente americano, e que foi destruído pelos índios tupinambás em função das "muitas desordens e desavenças que entre eles houve" em 1526. O antigo nome de Cabo Frio era Gûatapytyba, que em tupi significa "ajuntamento de búzio". Os franceses traficavam pau-brasil e outras mercadorias com os índios, na costa brasileira, desde 1504. Durante as três primeiras décadas do século XVI, praticamente restringiram sua atuação ao litoral da região nordeste.
A partir de 1540, por causa do rigoroso policiamento naval português nestes mares, os franceses exploraram o litoral e levantaram os recursos naturais de Cabo Frio. Em 1556, construíram uma fortaleza-feitoria para exploração de pau-brasil, na mesma ilhota utilizada anteriormente pelos portugueses, junto ao porto da barra de Araruama. A "Casa de Pedra" cabofriense ampliou e consolidou o domínio francês no litoral sudeste, iniciando com a fortaleza de Villegaignon no Rio de Janeiro, um ano antes.

### A Guerra de Cabo Frio
A chamada "Guerra de Cabo Frio" aconteceu em 1575. O governador do Rio de Janeiro, Antônio Salema, reuniu poderoso exército com gente da Guanabara, São Vicente e Espírito Santo, apoiado por grande tropa tupiniquim catequizada. Os oficiais e soldados seguiram por terra e mar, tendo como objetivo liquidar o último bastião da Confederação dos Tamoios e acabar com o domínio francês que já durava vinte anos em Cabo Frio.
Após o cerco e a rendição da fortaleza francotamoia, dois franceses, um inglês e o pajé tupinambá foram condenados à morte e enforcados, quinhentos outros capturados foram executados e aproximadamente 1,5 mil índios inimigos foram escravizados. Os vencedores entraram pelo sertão, incendiaram aldeias inimigas, justiçariam mais de dez mil índios que tomaram o lado dos invasores franceses e aprisionaram outros tantos. Os demais se evadiram para a Serra do Mar e arredores de Cabo Frio.
A baixada litorânea, de Macaé até Saquarema, devido à refrega levada a efeito contra os índios que tomaram o lado dos franceses, ficou transformada em um verdadeiro deserto e somente movimentada com a passagem esporádica dos Goitacazes que incursionavam por estas terras a procura da caça e pesca.
Embora os portugueses não tivessem colonizado Cabo Frio após a guerra de 1575, estabeleceram um bloqueio naval eficiente com base na cidade do Rio de Janeiro.
Mas, entre 1576 e 1615, com a perda da independência de Portugal para a Espanha, o porto de Araruama voltou a ser frequentado por navios franceses, ingleses e holandeses em busca de pau-brasil, tornando-se também a base da pirataria contra embarcações portuguesas que procuravam dobrar o cabo. Depois de 1580, com a submissão de Portugal, a Espanha redobrou a presença destes navios que carregavam as bandeiras inimigas dos castelhanos.

### Colonização
Já em 1615, o governador do Rio de Janeiro, Constantino Menelau, associou-se secretamente aos ingleses para traficar pau-brasil em Cabo Frio. Neste mesmo ano, o governador foi obrigado a combater navios holandeses que aportavam na região. Voltou a Cabo Frio para expulsar os ingleses que o haviam enganado e construiu uma fortaleza-feitoria na ilha, utilizada anteriormente pelos portugueses e franceses, junto ao porto da barra de Araruama.
Finalmente, Constantino Menelau recebeu ordens do rei da Espanha e de Portugal Filipe III para mais uma vez retornar a região e estabelecer uma povoação. Em 13 de novembro de 1615, junto à barra da Lagoa de Araruama, com a ajuda de quatrocentos homens brancos e índios catequizados, levantou a Fortaleza de Santo Inácio e fundou a Vila de Santa Helena do Cabo Frio, a sétima mais antiga do Brasil. Apenas reis fundavam cidades, e, em caso de donatários, militares e súditos em geral, fundavam-se vilas.
Em 1616, Estêvão Gomes, rico fazendeiro e comerciante de escravos negros no Rio de Janeiro, foi nomeado capitão-mor de Cabo Frio e transferiu o sítio da povoação colonial para o atual bairro da Passagem, rebatizando-a como cidade de Nossa Senhora da Assunção do Cabo Frio. Quando findava a construção da Igreja Matriz, a imagem havia chegado para a entronização na igreja era a de Nossa Senhora da Assunção em vez da imagem da padroeira Santa Helena. Iniciou-se também o desmonte da Fortaleza de Santo Inácio, e simultaneamente a construção do Forte de São Mateus, terminado em 1620. Deu início, ainda, a veloz distribuição das terras continentais para meia dúzia de amigos e apadrinhados influentes, favorecendo a formação de latifúndios.
Em 1617, Estêvão Gomes apoiou o estabelecimento da missão de São Pedro de Cabo Frio pelos jesuítas, que abrigou 500 tupiniquins catequizados, com o objetivo de evitar desembarque inimigo europeu na costa. As manobras integradas pela infantaria indígena de São Pedro e pela guarnição da fortaleza da barra derrotam tentativas de desembarque inglês e holandês em 1617, 1618 e 1630, abrindo as portas para elevação da cidade à sede da Capitania Real do Cabo Frio em 1619 e a conquista do norte fluminense, com a submissão dos índios goitacazes a partir de 1631.
Os poucos habitantes da cidade passaram a se dedicar a pesca e a exploração das salinas naturais da lagoa, enquanto os latifundiários continentais, especialmente jesuítas e beneditinos, estabeleceram fazendas de gado em Bacaxá, Parati, São Mateus, Búzios e Macaé, onde negros e índios catequizados trabalhavam e se dedicavam a agricultura, pesca caça e coleta de substâncias.
Ainda pelo ano de 1617, o jesuíta João Lobato pede permissão para assentar quinhentos índios tupinambás traficados da Capitania do Espírito Santo, na ponta da Jacuruna, onde então fundou a Aldeia de São Pedro. Em 1619, o governo da metrópole criou a Capitania Real de Cabo Frio, que ficou diretamente subordinada à autoridade colonial da Bahia e totalmente independente da capitania do Rio de Janeiro.
A parte norte do seu território, justamente onde viviam os goitacazes, foi então comprada do herdeiro da Capitania de São Tomé; e a parte sudoeste, que já havia sido conquistada de São Vicente, durante a fundação da cidade de Cabo Frio, cujos limites direcionavam de Ponta Negra e Saquarema até o rio Macaé.
A instabilidade na região perdura até 1625, quando o governador da capitania do Rio de Janeiro, Martim Correa de Sá, doa uma gigantesca sesmaria localizada entre os rios Macaé e Paraíba do Sul então pertencentes a jurisdição de Cabo Frio aos chamados "Sete Capitães".
Em 1630, logo após os índios Tupinambás, radicados na Aldeia de São Pedro, terem incendiado algumas aldeias goitacazes, simultaneamente, os portugueses do Espírito Santo reagem contra os Tupinambás, época em que há a divisão das terras da capitania de Cabo Frio pelos vencedores.
Com a região norte desimpedida e como os jesuítas tinham não só uma visão bem mais aguçada e eram também muito bem informados, passaram então a exigir o seu quinhão, e pediram a capitania do Rio de Janeiro duas sesmarias e logo foram atendidos; sendo uma localizada entre o rio das Ostras e o rio Macaé e logo em seguida levantam a fazenda visando a criação de gado e agricultura e a igreja de Santana; a segunda sesmaria que havia sido pedida em nome dos índios tupinambás da Aldeia de São Pedro (índios "trazidos" do Espírito Santo pelos jesuítas) localizava-se entre os rios Macaé e Paraíba do Sul, sobrepondo-se aos limites da sesmaria que se havia sido concedida aos "Sete Capitães".
Entre 1620 e 1630, os primeiros pescadores portugueses que se radicaram na povoação retiraram-se procurando uma vida melhor nas barras dos rios Macaé e Paraíba do Sul. Nessa época, em torno de 1640, ocorreu a libertação de Portugal do domínio espanhol. Ainda em 1645, a situação continuava difícil e mesmo os degredados, que vieram do Rio de Janeiro para povoar a cidade, fugiram para os Campos dos Goytacazes a procura de terras devolutas e trabalho livre.
A Cidade de Cabo Frio inviabilizara-se porque a barra de navegação era precária, a fortaleza sem guarnição e armamento, o monopólio real proibia a comercialização do pau-brasil e sal, a arrecadação dos dízimos era feita pelo Rio de Janeiro, não havia serviço religioso cristão, o capitão-mor concentrava os poderes militar, executivo, legislativo e judiciário e o núcleo da Passagem era invadido esporadicamente pelas águas das marés de lua.

### Início do desenvolvimento urbano

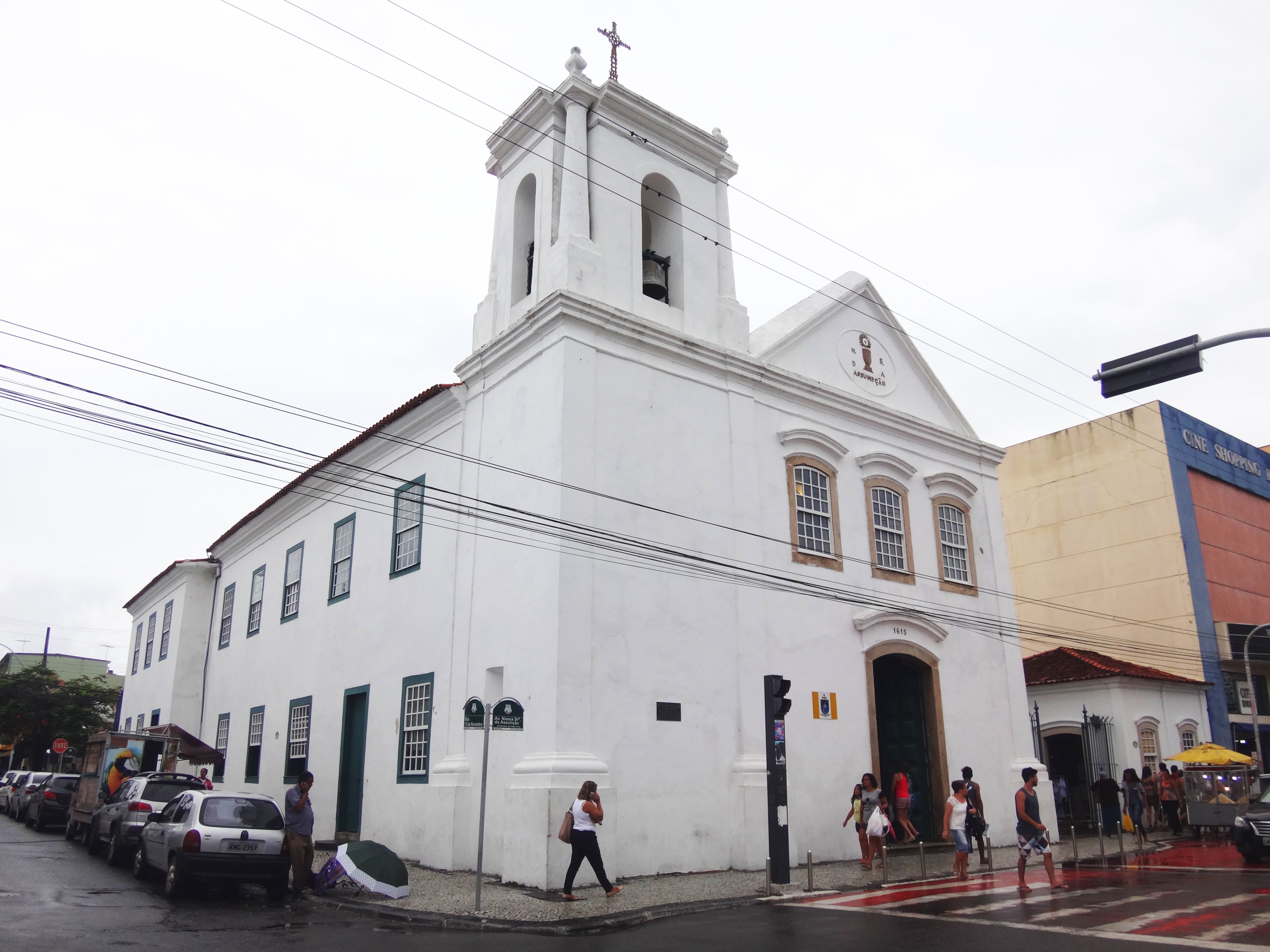
Igreja Matriz de Nossa Senhora da Assunção, construída no século XVII.

Entre 1650 e 1660, a grave crise do sal português que desabasteceu o Brasil chamou a atenção metropolitana para a cristalização natural do produto na Lagoa de Araruama. Com esse impulso dado a economia, um novo centro urbano era levantado junto a atual Praça Porto Rocha: rasgou-se a rua Direita (hoje Érico Coelho), foram construídos a Igreja de Nossa Senhora da Assunção e o sobrado da Câmara e da Cadeia, que formavam o Largo da Matriz, onde fincou-se o pelourinho.
Em meados de 1660, cristalizaram-se as condições geopolíticas para o retorno de investimentos à cidade de Cabo Frio. Já em 1663, a administração voltou a se reunificar na Bahia. José Varella foi reconduzido ao cargo de capitão-mor de Cabo Frio e, pela primeira vez, nomeou-se um alcaide-mor para a cidade. O novo governador do Rio de Janeiro tenta impedir a posse de José Varella; o governador acabou sendo censurado a não se ingerir na jurisdição dos Campos dos Goytacazes, pertencente a Cabo Frio. A seguir, os beneditinos receberam uma sesmaria urbana, dando origem ao bairro de São Bento.
O primeiro sinal da mudança para o novo centro urbano iniciou-se em 1663. Os beneditinos, sempre bem informados passaram a procurar avivar os marcos de sesmaria recebida na cidade de Cabo Frio para a construção de um convento, em 1620, e dentro desta área encontraram um forno para fabrico de cal entre outras benfeitorias. Passado um ano depois, isto em 1664, pedem mais terras para levantar as casas para os frades que vêm povoar a cidade. É provável que a Igreja de Nossa Senhora da Assunção ainda não estivesse com a sua construção concluída, pois somente pela carta real de fevereiro de 1666 o vigário Bento de Figueiredo veio assumir suas funções.
Como os beneditinos não edificaram as casas para o povoamento conforme comprometeram-se, a Câmara retoma as terras. Em 1667 argumentavam que a cidade somente naquela época começava a povoar-se e assim pediram uma porção de terras com dezoito braças na rua Direita para que fosse levantada a edificação para uso da Câmara.
Trinta anos depois, em 1696, os franciscanos inauguraram o Convento de Nossa Senhora dos Anjos, próximo à Fonte do Itajuru, consolidando o perímetro histórico do novo centro administrativo, religioso e colonial. Já no final do século XVII, o desenvolvimento urbano de Cabo Frio novamente estancou. Basicamente por dois motivos: a aldeia de índios de São Pedro, sob jurisdição dos jesuítas e com população de dois mil habitantes não conseguia mais impedir desembarques de inimigos em Búzios e, por isso, a exploração das salinas naturais, primeira e maior riqueza dos colonizadores, foi terminantemente proibida.
No entanto, essa ordem não foi cumprida levando ao tráfico do produto marinho. A câmara passou, então, a arrendar as praias do Cabo e em Búzios. Foram construídos dois engenhos para a produção de aguardente em Araruama e erguida, pelos jesuítas, a Fazenda Campos Novos, futuro estabelecimento agropecuário modelo e foco importante de colonização do atual distrito de Tamoios. Inicialmente, a fazenda foi destinada a criação de gado para o abastecimento de açougues cariocas e de lavras de ouro das Minas Gerais.

### Dois séculos de expansão

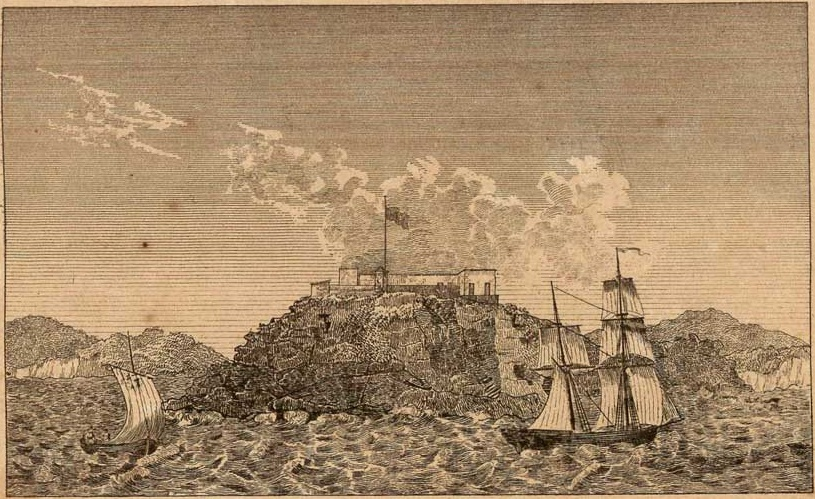
Gravura do Forte de São Mateus, na entrada de Cabo Frio.

Já no início do século XVIII, o Forte de São Mateus foi guarnecido e rearmado. A defesa da capitania passou a contar também com um terço de infantaria, além de um regimento de cavalaria. A cidade de Cabo Frio expandiu-se, sendo aumentada a Igreja de Nossa Senhora da Assunção, construída a capela de Nossa Senhora da Guia no Morro do Itajuru e a Igreja de São Benedito no Largo da Passagem. Na cidade, viviam cerca de 1.500 habitantes em 350 casas, enquanto que outros dez mil habitantes espalhavam-se pela capitania, sendo metade constituída por escravos negros.
Essa expansão urbana refletia o sucesso de várias atividades econômicas que eram exportadas para o Rio de Janeiro, em geral pela Barra de Araruama. Na agricultura, destacavam-se as plantações de anil, coxonilha, legumes, cana-de-açúcar, mandioca, feijão e milho, cujas maiores produções eram da fazenda Campos Novos que continuava também a criar gado. Apesar da repressão portuguesa, a produção de sal ainda era abundante.
Em Arraial do Cabo, florescia a pesca de arrasto e era construída a Igreja de Nossa Senhora dos Remédios. Em Búzios, entre 1720 e 1770, caçava-se baleia e manufaturava-se o óleo. Nas pescarias de alto mar e no interior da lagoa, capturavam-se peixes e camarões. Nos barreiros e em olarias eram produzidos tijolos e telhas, nas florestas e serrarias derrubavam-se madeiras nobres e em serrarias fabricavam-se grande número de taboados.

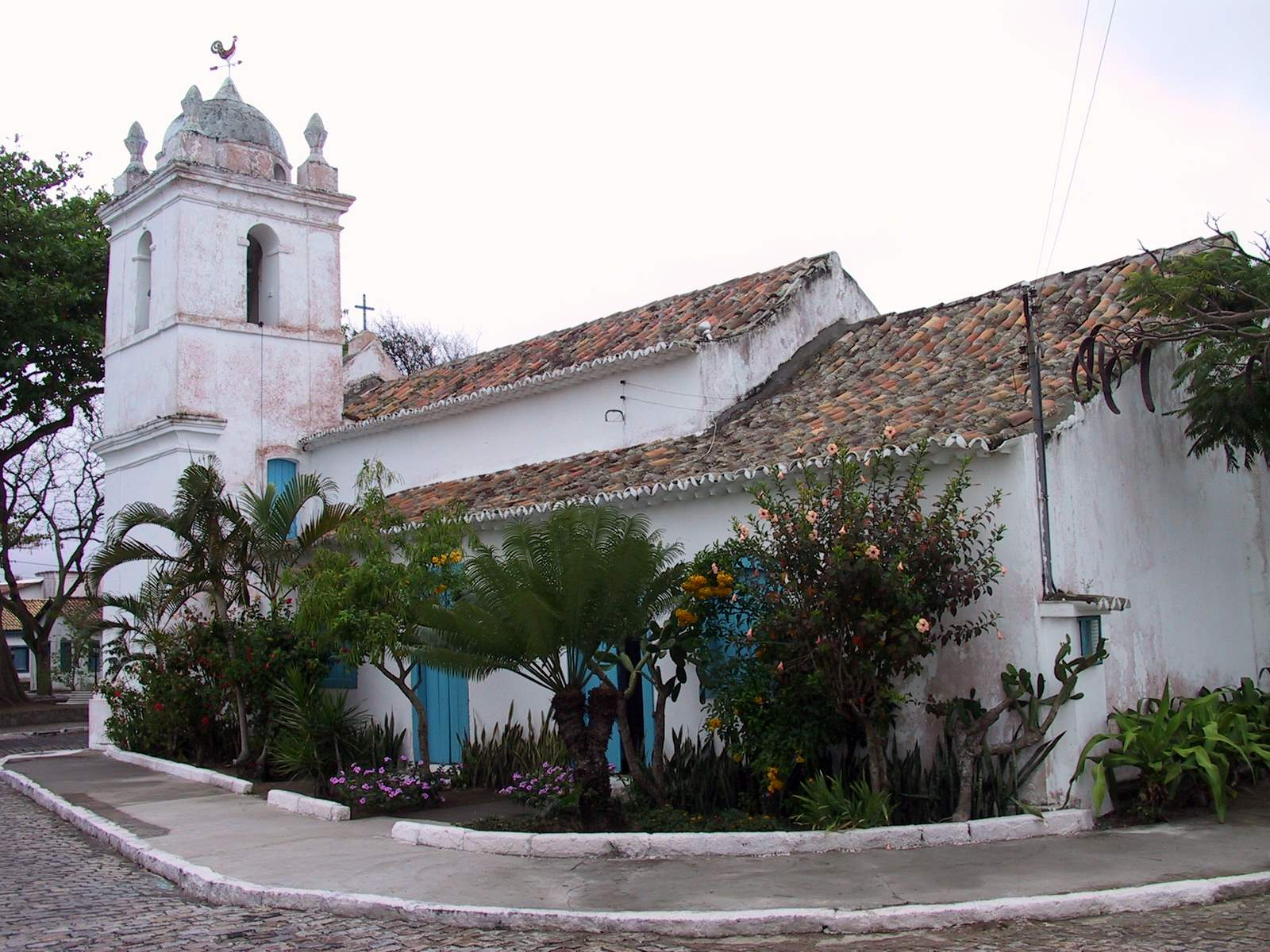
Igreja de São Benedito

A Câmara de Cabo Frio apoiou com entusiasmo a independência do Brasil em 1822, fazendo-se representar nos festejos em homenagem a Dom Pedro I, sendo depois recompensada: o Major Engenheiro Bellegard, enviado pelo governo imperial, construiu um farol na ilha do Cabo Frio, para evitar naufrágios como o da fragata "Thetis", e levantou também os pregões da futura ponte sobre o Canal do Itajuru, instalou o telégrafo e ainda, desobstruiu a barra nova e fechou a velha, preservando o antigo porto da barra.
Por conta própria, Bellegard e outros cidadãos levantaram o prédio da Charitas, destinado a abrigar e educar recém-nascidos de mães solteiras pobres, que eram deixados numa roda à porta, durante a noite onde eram recolhidos anonimamente. Por fim, Bellegard projetou e rasgou as primeiras ruas da cidade de Cabo Frio promovendo assim o primeiro plano de urbanização da cidade.

### Visita Imperial
A visita que Dom Pedro II fez à cidade, em 1847, estreitou as relações especiais que Cabo Frio mantinha com o governo imperial, tendo sido doada uma quantia para a construção da cobertura da Fonte do Itajuru e outra para a Charitas, com o objetivo de facilitar sua manutenção e instalar uma enfermaria, que mostrou-se de grande utilidade por ocasião das devastadoras epidemias de febre amarela e varíola que assolaram a região durante o século XIX.
O Imperador visitou o estabelecimento modelo das Salinas Perynas, incentivado por ele próprio, de propriedade do alemão Lindemberg, que colocou em prática novos métodos de produção mineral, dando início ao moderno parque salineiro de Araruama.

### Questão negreira
Duas questões relativas aos escravos estremeceram Cabo Frio ao longo do século. A primeira refere-se ao crescimento das fugas, assassinatos de feitores e rebeliões de negros, resultando na formação de quilombos que sobressaltaram os senhores brancos, a despeito da ação dos capitães-do-mato. A segunda diz respeito a proibição do tráfico transatlântico de escravos e o contrabando florescente que dele derivou.
As praias do Peró, em Cabo Frio, de José Gonçalves e da Rasa, em Búzios, tornaram-se pontos de desembarque clandestino deste comércio humano. A marinha inglesa, em flagrante desrespeito às leis brasileiras, promoveu repressão ao tráfico e chegou a apreender navios negreiros na costa e a desembarcar fuzileiros navais em Cabo Frio e Búzios.
Nas décadas finais do século XIX, a barra e antigo porto de Araruama receberam novos melhoramentos do governo imperial, dando passagem a navios maiores e tendo o ancoradouro ampliado, fatores essenciais ao incremento da exportação regional. Alguns assoreamentos críticos do Canal do Itajuru foram dragados e canalizados, por iniciativa particular do engenheiro francês Leger Palmer, permitindo a ampliação da carga e a navegação mais eficiente dos vapores e veleiros que transportavam a grande produção de sal para os armazéns da cidade.

## Economia

### Atividades produtivas
A captura e a salga do pescado e do camarão mantiveram-se estáveis, da mesma forma que a manufatura de telhas, tijolos e taboados. O surgimento da construção naval e da indústria de cal (feita com conchas da lagoa) abriram novas perspectivas econômicas regionais. A abolição da escravatura em 1888 e a consequente proclamação da República no ano seguinte, desorganizou algumas atividades produtivas de Cabo Frio, como agricultura do café que viu-se substituída pela pecuária em pequena escala.
Os ex-escravizados da zona rural reagruparam-se e fundaram uma povoação na Praia Rasa, em Búzios, passando a trabalhar na pesca e na horticultura próprias, enquanto os escravos da Cidade de Cabo Frio tomaram posse e fundaram a povoação da Abissínia, que mais tarde deu origem ao atual bairro da Vila Nova, trabalhando no fornecimento de carvão vegetal aos antigos senhores.
A produção do sal era o mais notável recurso da região, entretanto, não foi afetada. Há alguns anos se fizera a substituição do braço escravo pelos imigrantes portugueses do Aveiro, que trouxeram e adaptaram técnicas artesanais consagradas, resultando no aumento da qualidade e quantidade de cristalização marinha artificial de Araruama.
Embora a atividade pesqueira continuasse competitiva, em especial depois da introdução das traineiras na captura em alto-mar, até pouco mais de metade do século XX, o parque salineiro de Araruama dominou a produção econômica regional, cujos reflexos urbanos foram a instalação do aparelhado Hospital Santa Izabel e a atração da iniciativa privada para exploração do sistema de energia elétrica na cidade.
A Estrada de Ferro Maricá, as melhorias no porto do Arraial do Cabo e a posterior inauguração da Rodovia Amaral Peixoto contribuíram para o aumento da produção do sal e para o transporte eficiente até a capital da República e outros importantes centros consumidores do país. O auge do desenvolvimento setorial ocorreu na década de 1960, com a instalação de duas grandes usinas de beneficiamento de sal em Cabo Frio, e com a construção do complexo industrial da Companhia Nacional de Álcalis, no Arraial do Cabo, que abriu salinas e passou a extrair conchas na lagoa para produção de barrilhas.
A crescente industrialização do município atraiu numerosos trabalhadores brasileiros e que deu origem ao novo bairro de São Cristóvão. Alberto Lamego, em seu livro "O Homem e a Restinga", analisa as tendências e as predileções dos habitantes da região, retratando, assim, as suas paixões profissionais, em que a pesca tem acentuada predominância, por ser justamente uma das principais riquezas da região, haja vista a incrementação do turismo em função da pesca como esporte.
As matas e capões dos areais fornecem excelente carvão de madeira. A restinga adapta-se favoravelmente à agricultura, cuja produção principal é incipiente ainda, atendendo apenas ao consumo local; assim a pecuária, devido a sua essência, presta-se magnificamente a produtos bons e resistentes.
Quanto ao campo mineral existem produtos naturais de grande valor econômico como os calcários, o sal entre outros. Constata-se abundância de areia própria para ser empregada no fabrico de porcelana e vidros finos, destacando-se a monazita, de ocorrência comum na região. A grande riqueza mineral de Cabo Frio foi inquestionavelmente, o sal.
A partir dos anos 1990, a cidade impulsionou sua produção de moda praia, tornando-se referência nacional e internacional. Hoje, Cabo Frio é o principal pólo produtor de moda praia do país, com exportação para vários centros internacionais. A Rua dos Biquínis, no bairro da Gamboa, foi transformada em um shopping a céu aberto, onde diversas lojas vendem, a preço de fábrica, roupas e acessórios para praia, como biquínis, sungas e cangas; criando, principalmente no verão, uma série de empregos temporários.

### Turismo

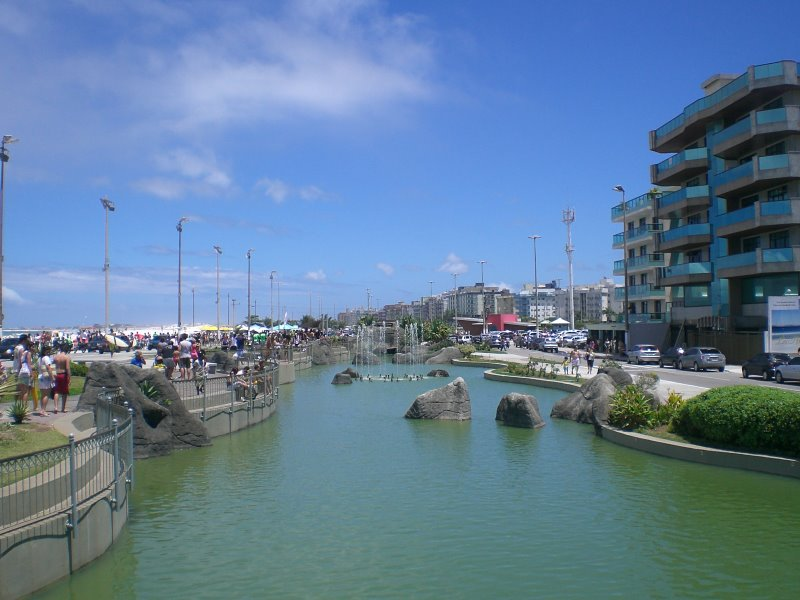
Praça das Águas, em frente à Praia do Forte.

Na década de 1940, observa-se que o Canal do Itajuru fora dragado e retificado para facilitar a navegação. Sua margem próxima à barra estava ocupada por instalações portuárias, entre postos pesqueiros, armazéns de sal, fábricas de cal e estaleiros. Os dois antigos núcleos urbanos haviam se juntado e novas ruas e quadras foram criadas como fatores para ocupação turística ao longo da, até então abandonada, Praia do Forte.
A melhoria das vias de acesso, as condições climáticas excepcionais, o patrimônio natural cultural extremamente atrativo e as transformações de ordem sociocultural estimularam o lazer semanal e o turismo das "praias de banho" em meados da década de 1940. No começo, foi ponto de atração de ricos aventureiros da Cidade do Rio de Janeiro, de encontro social de poucos privilegiados, de praticantes de esportes náuticos e submarinos.
Depois, Cabo Frio passou a se constituir em local de atração turística para cariocas e mineiros, de instalações de residências secundárias, de clubes náuticos, de diversões noturnas, de hotéis, restaurantes, serviços comerciais e de abastecimento. A inauguração da Ponte Rio-Niterói, em 1973, deu lugar a fase atual de turismo de massa.
Embora a cidade tenha se expandido até a margem continental fronteira, onde se estabeleceram loteamentos turísticos e um cinturão de imigrantes pobres, Cabo Frio vem recebendo investimentos federais, estaduais, municipais e privados natural e cultural, na infraestrutura viária de água, de energia elétrica, de comunicação, de educação e de saúde, tornando se, principalmente a partir do início da década de 2000, um polo universitário, com a chegada de instituições de ensino superior, atraindo estudantes de toda a Região dos Lagos.
A população flutuante aumenta cerca de dez vezes na temporada de verão. O parque salineiro dá sinal de exaustão, devido a concorrência do produto nordestino e pela especulação imobiliária às margens da lagoa de Araruama, enquanto a pesca fica sobrecarregada pelo esforço excessivo de captura e pela diminuição da qualidade ambiental marinha. Na década de 1980, a descoberta e a exploração de petróleo na chamada Bacia de Campos abriu nova frente de desenvolvimento regional. Os poços extremamente produtivos, que se localizam em frente ao litoral cabo-friense, são responsáveis pelo pagamento de substanciais recursos dos royalties aos cofres do Município, que impulsionaram o desenvolvimento e a urbanização da cidade a partir da década de 1990.

## Geografia

### Clima
| Dados climatológicos para Cabo Frio (Álcalis)                                 | Dados climatológicos para Cabo Frio (Álcalis) | Dados climatológicos para Cabo Frio (Álcalis) | Dados climatológicos para Cabo Frio (Álcalis) | Dados climatológicos para Cabo Frio (Álcalis) | Dados climatológicos para Cabo Frio (Álcalis) | Dados climatológicos para Cabo Frio (Álcalis) | Dados climatológicos para Cabo Frio (Álcalis) | Dados climatológicos para Cabo Frio (Álcalis) | Dados climatológicos para Cabo Frio (Álcalis) | Dados climatológicos para Cabo Frio (Álcalis) | Dados climatológicos para Cabo Frio (Álcalis) | Dados climatológicos para Cabo Frio (Álcalis) | Dados climatológicos para Cabo Frio (Álcalis) |
| Mês                                                                           | Jan                                           | Fev                                           | Mar                                           | Abr                                           | Mai                                           | Jun                                           | Jul                                           | Ago                                           | Set                                           | Out                                           | Nov                                           | Dez                                           | Ano                                           |
| ----------------------------------------------------------------------------- | --------------------------------------------- | --------------------------------------------- | --------------------------------------------- | --------------------------------------------- | --------------------------------------------- | --------------------------------------------- | --------------------------------------------- | --------------------------------------------- | --------------------------------------------- | --------------------------------------------- | --------------------------------------------- | --------------------------------------------- | --------------------------------------------- |
| Temperatura máxima média (°C)                                                 | 28,7                                          | 29,1                                          | 28,8                                          | 27,5                                          | 26,1                                          | 24,9                                          | 24,7                                          | 24,3                                          | 24,3                                          | 25,2                                          | 26,5                                          | 27,9                                          | 26,5                                          |
| Temperatura média (°C)                                                        | 25                                            | 25,2                                          | 25,3                                          | 24,1                                          | 22,6                                          | 21,6                                          | 21,1                                          | 21                                            | 21,2                                          | 22                                            | 23,3                                          | 24,4                                          | 23,1                                          |
| Temperatura mínima média (°C)                                                 | 22,3                                          | 22,7                                          | 22,7                                          | 21,5                                          | 20                                            | 18,8                                          | 18,6                                          | 18,7                                          | 19                                            | 19,7                                          | 20,7                                          | 21,8                                          | 20,5                                          |
| Precipitação (mm)                                                             | 74,6                                          | 37                                            | 58,1                                          | 78,6                                          | 74                                            | 47,9                                          | 47,1                                          | 37,6                                          | 58,1                                          | 90,6                                          | 92,7                                          | 88,3                                          | 784,5                                         |
| Dias com chuva                                                                | 7                                             | 4                                             | 6                                             | 8                                             | 7                                             | 6                                             | 5                                             | 6                                             | 7                                             | 9                                             | 8                                             | 9                                             | 82                                            |
| Umidade relativa (%)                                                          | 82                                            | 82                                            | 82                                            | 80                                            | 81                                            | 81                                            | 80                                            | 81                                            | 81                                            | 82                                            | 82                                            | 82                                            | 81,3                                          |
| Insolação (h)                                                                 | 239,8                                         | 235,2                                         | 227,8                                         | 197,7                                         | 214,3                                         | 201,1                                         | 218,5                                         | 203,7                                         | 158,2                                         | 179,1                                         | 189,6                                         | 201,6                                         | 2 466,6                                       |
| Fonte: Instituto Nacional de Meteorologia (normal climatológica de 1961-1990) |                                               |                                               |                                               |                                               |                                               |                                               |                                               |                                               |                                               |                                               |                                               |                                               |                                               |

### Reservas arqueológicas

#### Sambaqui do Forte
Localizado a aproximadamente 50 metros do Forte de São Mateus, ocupa uma duna de 50 metros de comprimento, areia mais escura, e uma densa vegetação que a protege da ação dos ventos constantes.

#### Dunas Brancas
Localizado na estrada que liga Cabo Frio a Arraial do Cabo, é cenário de excepcional luminosidade formado por altos montes de areia extremamente fina e muito branca, as dunas de Cabo Frio são raras no estado, e por isso muito visadas pelos usurpadores que aproveitam a região desértica, roubando as areias para a utilização no fabricação de vidros.

#### Boca da Barra

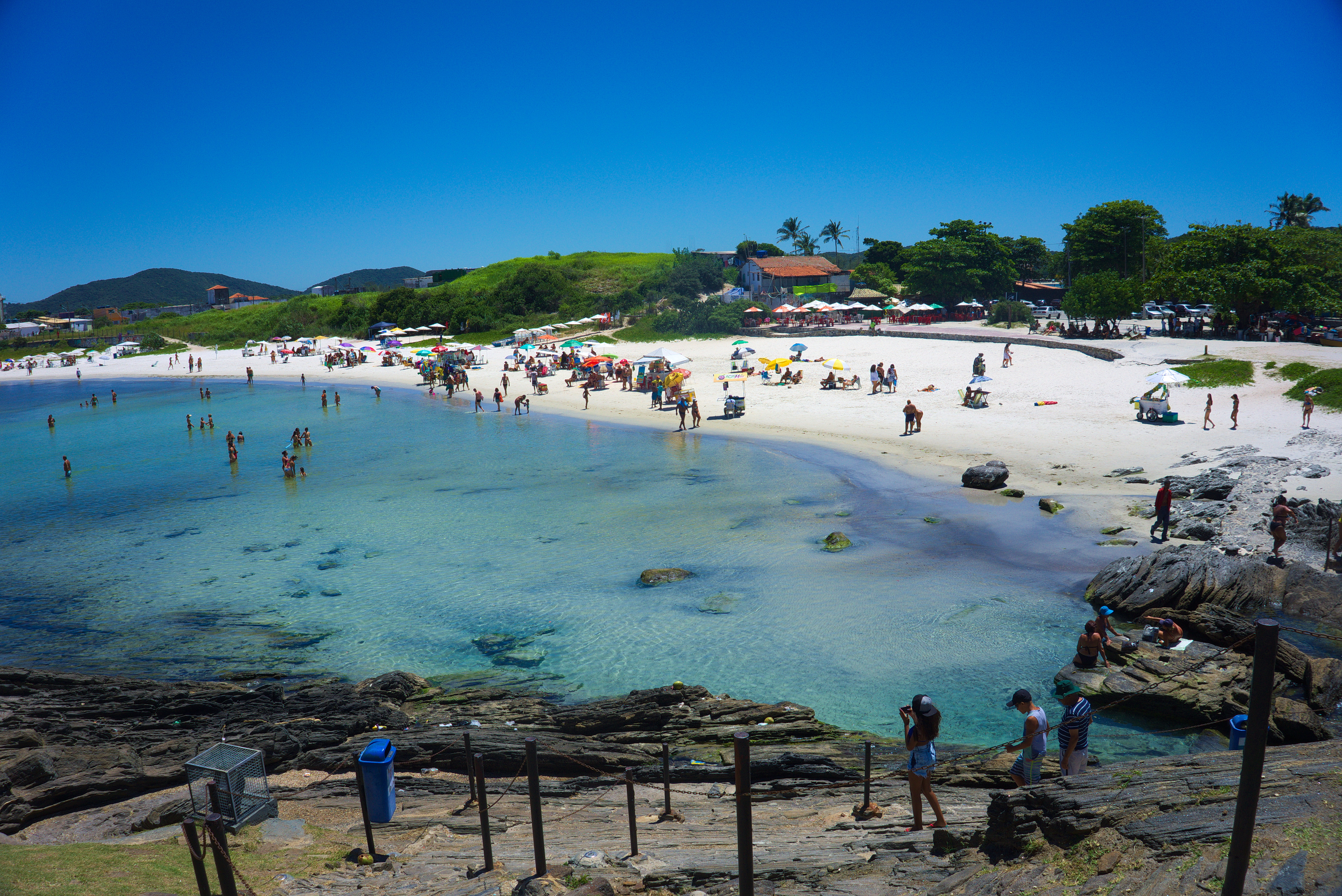
Forte São Mateus

Barra do Canal do Itajuru, área litorânea de costão, onde encontra-se vegetação nativa e com visual de extrema beleza. A Boca da Barra é local de suma importância na história de Cabo Frio, pois foi ali que tudo começou, com o desembarque e estabelecimento dos 24 cristãos deixados por Américo Vespúcio em 1503.

### Praias
Cabo Frio possui algumas das praias mais bonitas do Brasil. A Praia do Forte, a mais conhecida da região dos lagos, é um polo de atração para o turismo, recebendo destaque por sua areia branca e águas cristalinas. Nesta praia também podemos contemplar também o Forte São Mateus, monumento histórico, situado no canto esquerdo da praia, que no período da colonização defendeu a costa da região de invasões estrangeiras e piratas. Além da Praia do Forte, Cabo Frio possui as praias: Brava, Peró, Japonês, Dunas, São Bento, Foguete, Siqueira, e Conchas.
Suas águas frias decorrem de ressurgência oceânica na região.

## Demografia
De acordo com Instituto Brasileiro de Geografia e Estatística, em 2010, Cabo Frio tinha 90 831 homens (48,7%), e 95 396 mulheres (51,3%). O município demonstrou rápido crescimento demográfico ao longo das décadas.

### Etnias
De acordo com o IBGE, o município é formado por 88 701 brancos, 72 561 pardos, 23.555 negros, 1 109 amarelos, e 301 indígenas.
- Brancos - 47,7%
- Pardos - 39%
- Negros - 12,6%
- Amarelos - 0,6%
- Indígenas - 0,1%

### Religião
Ainda de acordo com o IBGE, o município é formado por 78 061 evangélicos, 64 006 católicos, 32.894 não religiosos (incluindo ateus e agnósticos), 6 539 espíritas, e 6 413 pessoas que professavam outras religiões, tais como o judaísmo, budismo, islamismo, esoterismo, e neopaganismo.
- Evangélicos - 41,7%
- Católicos Apostólicos Romanos - 34,3%
- Não religiosos (incluindo ateus e agnósticos) - 17,6%
- Espíritas - 3,5%
- Outras religiões - 3,4%

## Infraestrutura
Cabo Frio é uma cidade de médio porte, conforme a classificação populacional do IBGE.  Possui uma estrutura urbana condizente com tal classificação, o que inclui 54 estabelecimentos do Sistema Único de Saúde (SUS) e uma rede de ensino que compreende dos anos iniciais de escolaridade à formação de nível superior. Em 2010, 68,7% das vias públicas eram urbanizadas.

### Educação
Na cidade, o índice de escolarização foi de 96,9% para a população entre 6 e 14 anos, no ano de 2010. Algumas instituições oferecem educação de nível superior, como a Fundação Educacional da Região dos Lagos (FERLAGOS) e a Universidade Veiga de Almeida (UVA). No mais, a Universidade do Estado do Rio de Janeiro (UERJ), uma das 10 melhores universidades do país, segundo o ranking elaborado pela Center for World University Rankings (CWUR), oferece na cidade os cursos de Medicina, Ciências Ambientais e Geografia. 

## Brasão e hino

### Descrição heráldica

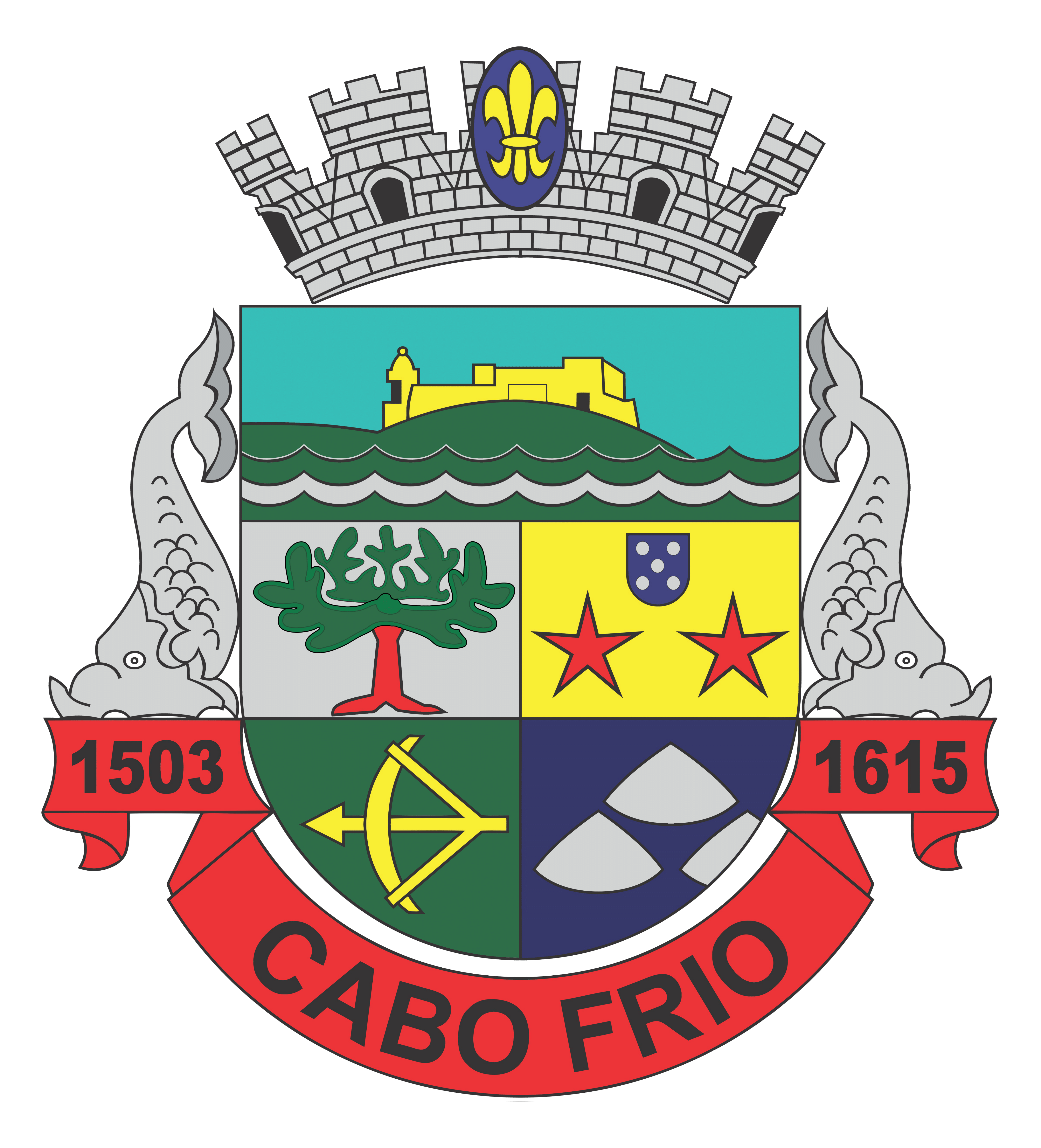
Brasão do município de Cabo Frio.

O brasão de Cabo Frio é caracterizado pelo escudo português, encimado em chefe, de Blau (azul), carregado com uma fortificação sobre uma elevação, em ouro, tendo na base um campo ondado de sinople (verde) e prata.
Foi adotado em 1967, através da resolução n. 127-A da Câmara Municipal).

### Descrição dos símbolos
1. Escudo em formato espanhol (ou português);
2. Árvore simbolizando o pau-brasil, que motivou a cobiça dos europeus e as consequentes reações portuguesas que resultaram na fundação da Cidade;
3. Golfinhos que simbolizam Cidade Marítima;
4. Data do "Descobrimento" por Américo Vespúcio e da fundação da cidade;
5. Arco e Flecha, simbolizando a nobreza de caráter e a elevada noção de honra dos índios tamoios, primitivos habitantes do lugar;
6. Escudo oval usado por mulheres, sobretudo rainhas, com uma flor-de-lis, símbolo da Mãe de Deus, representando a cidade a ela dedicada, no caso Nossa Senhora d'Assunção;
7. Coroa Mural com cinco Torres, simbolizando status de Cidade;
8. Forte de São Matheus, construído em 1616 pelo primeiro Governador (Estevão Gomes), para defesa da Cidade;
9. Escudete, simbolizando Antônio Salema que comandou o massacre dos Índios Tamoios, aliados dos franceses, as estrelas representam as vítimas;
10. Montes de Sal, simbolizando a primeira indústria local.

Descrição dos Símbolos:
1. Blau (Azul) - Representa o Céu, a felicidade eterna;
2. Sinople (Verde) - Representa a Força, a Esperança, a Honra, a Cortesia e a Amizade;
3. Goles (Vermelho) - Representa a Coragem;
4. Jalne (Ouro) - Representa Justiça, Clemência, Nobreza, Saúde, Alegria, Cavalheirismo, Poder;
5. Prata - Representa Inocência, Felicidade, Pureza, Verdade, Formosura, Integridade;
6. Sable (Preto) - Representa Firmeza, Obediência, Constância, Trabalho.